# Aleksander Karamysjev
Aleksandr Matvejevitj Karamysjev (ryska: Александр Матвеевич Карамышев), född 1744, död 22 november 1791 var en rysk vetenskapsman. Karamysjev var en av Carl von Linné lärjungar och disputerade i Uppsala 1764. Han var medlem av den Ryska vetenskapsakademin och korresponderande medlem av den Svenska vetenskapsakademien. Han undervisade i kemi och metallurgi vid ”Gruvläroverket” (ryska: Горное училище: Gornoje utjilisjtje; senare Sankt Petersburgs gruvuniversitet) i Sankt Petersburg.